# Merismodes connivens
Merismodes connivens är en svampart som tillhör divisionen basidiesvampar, och som först beskrevs av Petter Adolf Karsten, och fick sitt nu gällande namn av Knudsen. Merismodes connivens ingår i släktet Merismodes, och familjen Cyphellopsidaceae. Arten har ej påträffats i Sverige.